# 엄마의 치자꽃
《엄마의 치자꽃》은 1996년 4월 19일에 방영한 MBC 베스트극장이다. 시한부 삶을 선고받고 차분하게 삶을 정리하려는 어머니와 그 엄청난 사실 앞에 엄마의 병을 방관했던 자신을 자책하며 절규하는 딸의 모습을 그렸다. 노희경 작가의 데뷔작이기도 하다.

## 줄거리
엄마는 위암 4기라는 시한부 선고 받고 병원문을 나서면서, 어린 나이에 아버지 없이 자라온 딸 희수가 혼자 남겨질 생각에 막막해진다. 희수는 병원을 다녀온 엄마의 행동에 이상함을 느끼고 깨묻고, 엄마의 생이 얼마 남지 않았다는 사실에 경악한다. 엄마의 만류에도 불구하고 희수는 대학 마지막 학기를 휴학하고 간병에 매달린다. 엄마는 죽음이 엄습해 오는 공포를 삭이며 희수에게 마지막 여행을 다녀오자고 제안한다. 어두운 바닷가에 모닥불을 피워놓고 그 앞에 앉은 엄마는 희수의 머리를 쓸어넘기며 "행복했다"고 조용히 말한다.

## 출연진

### 주요 인물
- 나문희 : 윤자 역
- 양정아 : 희수 역

### 그 외 인물
- 이성재 : 희수의 남자친구 역
- 현석 : 윤자의 담당의 역
- 차윤희
- 김용승
- 강상구
- 오정석
- 하지숙
- 김형준
- 정재곤
- 김대훈
- 이종수
- 조은엽
- 이선애
- 장선화
- 허윤정
- 채자영